# Babi Iar
Babi Iar (rus: Бабий Яр, ucraïnès: Бабин Яр, Babin Iar) és un barranc situat als afores de Kíev, capital d'Ucraïna, que va ser utilitzat pels  nazis per perpetrar una sèrie de massacres massives contra jueus i ciutadans soviètics durant la seva campanya contra la Unió Soviètica, a la Segona Guerra Mundial.
La primera i més ben documentada de les matances va ocórrer entre el 29 i el 30 de setembre de 1941, quan 33.771 jueus van ser assassinats en una sola operació. La decisió de matar tots els jueus a Kíev va ser presa pel governador militar, el general Kurt Eberhard; el comandant de la policia de l'exèrcit del Grup Sud, l'SS - Obergruppenführer Friedrich Jeckeln i el comandant Otto Rasch de l'Einsatzgruppe C. Va ser portada a terme per soldats del 4t Sonderkommando, juntament amb l'ajuda dels batallons parapolicials de les SD i SS i auxiliats per la policia local i grups paramilitars nacionalistes ucraïnesos de dreta com el Batalló Bukovinian. La massacre va ser el major assassinat en massa en una única operació en què el règim nazi i els seus col·laboradors van ser responsables durant la seva campanya contra la Unió Soviètica i la major massacre d'única operació de l'Holocaust per a aquesta data en particular, per bé que posteriorment fou superada per la Aktion Erntefest al novembre 1943 amb 43.000 jueus exterminats i la massacre d'Odessa d'octubre de 1941 amb més de 50.000 jueus assassinats, comesa per tropes alemanyes i romaneses aliades al règim nazi.
En total, s'estima que durant l'ocupació nazi entre 100.000 i 150.000 persones van ser executades a Babi Iar. Entre les víctimes, a més de jueus, hi va haver presoners de guerra soviètics, partisans, gitanos i comunistes.

## Context

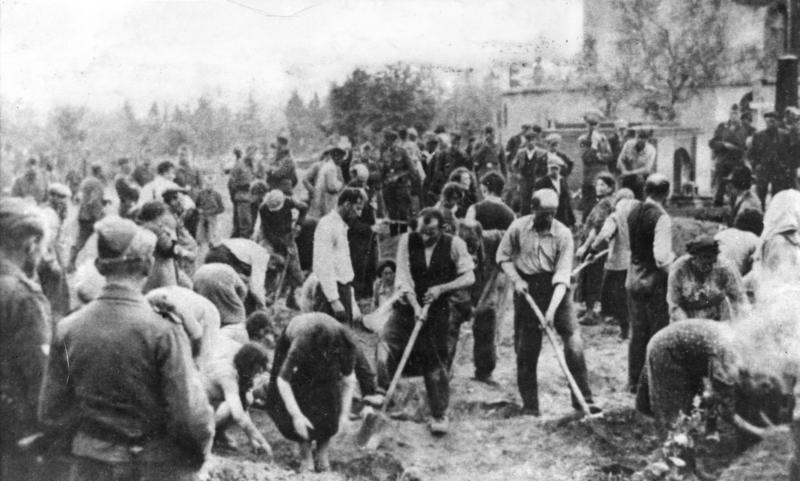
Jueus ucraïnesos cavant les seves pròpies tombes en Storow, Ucraïna. 4 juliol 1941.

El 22 de juny de 1941 les tropes de l'Alemanya nazi i els seus aliats van envair per sorpresa la Unió Soviètica en l'anomenada Operació Barbarroja. A mesura que els exèrcits alemanys anaven capturant territori, s'hi desplegaven unes unitats especials (Einsatzgruppen) formades principalment per les SS, la primordial missió de les quals era "l'aniquilació dels jueus, els gitanos i els comissaris polítics". El primer incident que va ocórrer a Babi Iar va tenir lloc el 27 de setembre. Aquest dia van ser assassinats 752 pacients d'una clínica psiquiàtrica. Els nazis consideraven els dements com a "escombraries humanes". El pla contra els jueus de l'URSS va ser coordinat de manera diferent pel que fa als jueus d'altres països europeus. La creació de guetos no va ser planejada des d'un principi, ja que l'objectiu principal era la liquidació total de la població jueva.
El nombre d'assassinats de jueus es va anar incrementant ràpidament al llarg de l'estiu de 1941, i es perpetraren matances cada vegada més grans.

## La massacre del 29 al 30 de setembre de 1941

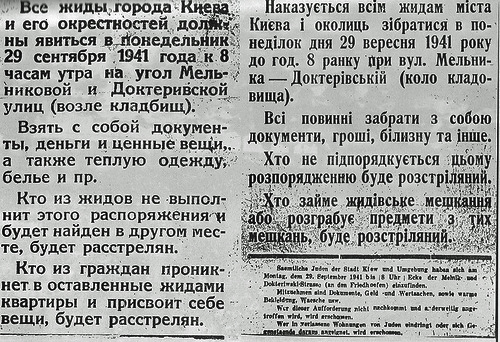
Comunicat del 28 de setembre de 1941 en rus, ucraïnès i alemany ordenant a tots els jueus de Kíev a presentar-se per a un suposat reassentament.

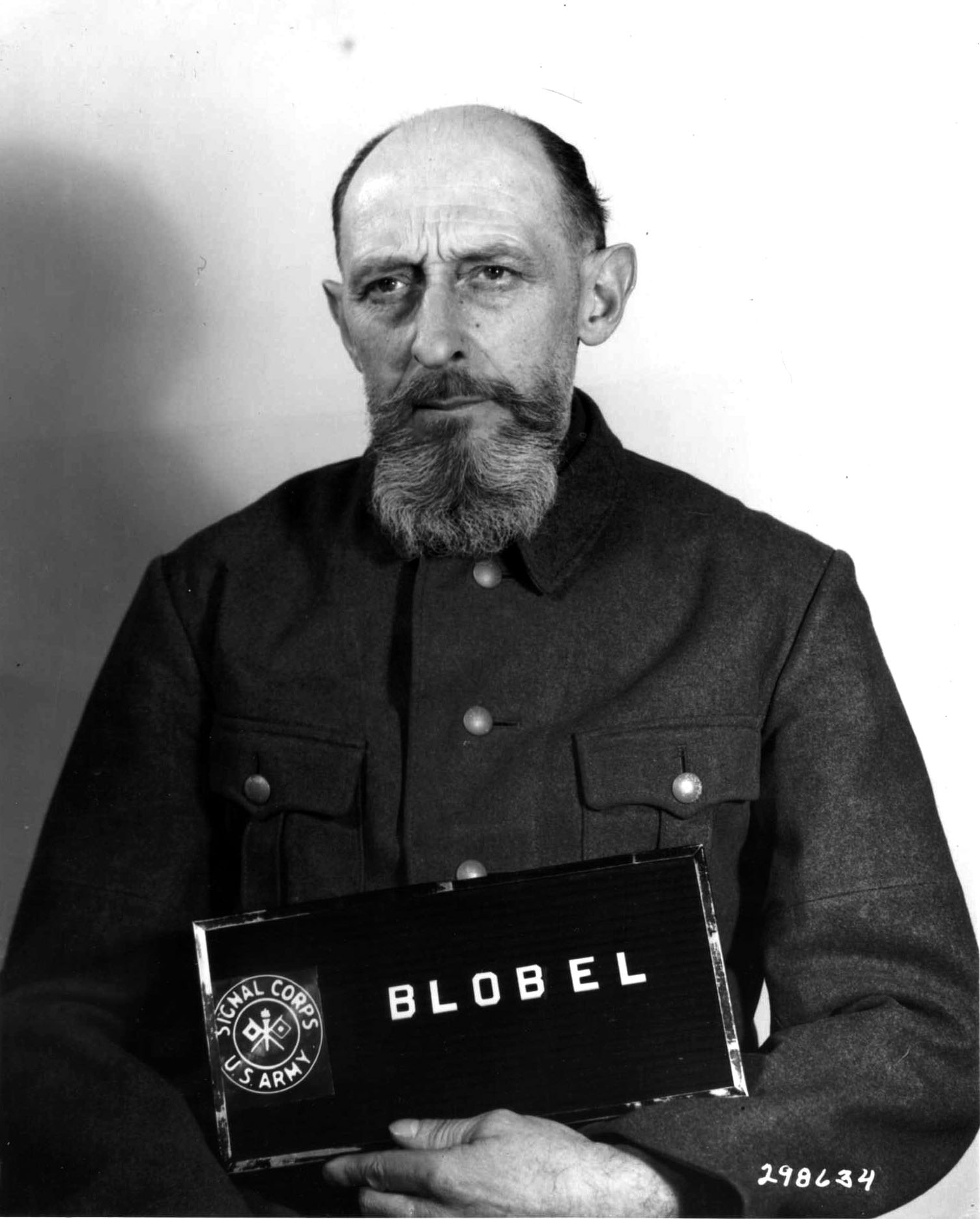
Paul Blobel davant el Tribunal Militar de Nuremberg, març de 1948.

Les forces de l'Eix, principalment alemanys, van envoltar Kíev, el 16 de setembre de 1941. La Wehrmacht va entrar a la ciutat el 26 de setembre. Kíev tenia una població jueva abans d'esclatar la guerra d'unes 200.000 persones, però molts van fugir abans de la invasió nazi o estaven servint a l'Exèrcit Roig. Aproximadament uns 50.000 jueus hi van romandre, dels quals la majoria eren homes grans, dones i nens.
Les explosions i els incendis van continuar en els dies següents, i destruïren al voltant de 940 grans edificis residencials i administratius. Entre aquests atemptats va ser destruït l'Hotel Continental, en el qual s'havia instal·lat el quarter general alemany, i on moriren diversos centenars d'alemanys. Immediatament els comandants alemanys (tant de la Wehrmacht com de les SS), el governador militar, el general Kurt Eberhard i el comandant de la policia de l'exèrcit del Grup Sud, el SS - Obergruppenführer Friedrich Jeckeln, van prendre la decisió d'exterminar la població jueva de Kíev, al·legant que era en venjança pels atacs de la guerrilla contra les tropes alemanyes. En realitat l'atac havia estat obra de la policia política soviètica, l'NKVD.
L'Einsatzgruppe C va dur a terme la massacre de Babi Iar i un nombre d'altres massives atrocitats van ser dutes a terme a Ucraïna durant l'estiu i tardor de 1941. El comandant Otto Rasch de l'Einsatzgruppe C i l'oficial al comandament del 4t Sonderkommando, SS - Standartenführer Paul Blobel també estaven presents a la reunió de la fatídica decisió. El 28 de setembre l'Exèrcit alemany va col·locar comunicats per tota la ciutat que deien:
| «                                                 | «Tots els jueus que viuen a la ciutat de Kíev i els seus voltants s'han de presentar a les 8 del matí del dia 29 de setembre de 1941, a la cantonada dels carrers de Melnikovskaia i Dokhturov (prop del cementiri). Han de portar amb ells els seus documents, diners, objectes de valor, així com roba d'abric, roba de llit, etc. Qualsevol jueu que no acati aquesta instrucció i es trobi en un altre lloc serà executat. Els ciutadans que ingressin als apartaments abandonats dels jueus i s'apoderin dels seus béns seran afusellats. » | » |
| — -Ordre publicada a Kíev el 28 de setembre 1941. | |   |

Obeïren l'ordre unes 30.000 persones, homes, dones i nens, pensant que serien deportades amb tren a alguna altra ciutat. En comptes d'això, van ser conduïts a peu en fila pels soldats als afores de la ciutat, a una depressió anomenada el barranc de Babi Iar, lloc que havia estat escollit prèviament perquè permetria amagar una gran massa de cadàvers. El responsable de l'operació va ser el Standartenführer de les SS Paul Blobel, cap del Sonderkommando 4t de l'Einsatzgruppe C.

## La matança
Els jueus van ser encaminats a zones on se'ls obligava a abandonar el seu equipatge i les seves robes. Un cop nus, uns policies ucraïnesos els dirigien a la vora del barranc, on se'ls ordenava tombar-se cap per avall. Allà els disparaven amb pistoles i metralletes. Quan els jueus que venien darrere van descobrir els cadàvers es va desencadenar el pànic, i molts es van posar a cridar, però era massa tard per escapar. Les noves víctimes havien de tombar-se sobre dels cadàvers frescos per ser assassinats al seu torn.
Segons el descrit per un supervivent:
| « | No es podia escapar. Els cops eren brutals, la sang fluïa immediatament, dels caps, parts posteriors i espatlles, a l'esquerra i a la dreta. No es podia escapar o fugir. Els soldats cridaven: "Schnell, schnell!" ["Ràpid, ràpid"] i reien divertits, com si miressin l'actuació d'un circ: Fins i tot havien trobat la manera de colpejar amb més duresa en els llocs més vulnerables, les costelles, l'estómac i l'engonal. | » |

Segons l'informe del Sonderkommando 4t, 33.771 jueus van ser assassinats en Babi Iar entre el dia 29 de setembre i el 30 de setembre de 1941.La massacre va estar a càrrec de l'Einsatzgruppen D, amb el suport de membres d'un batalló Waffen-SS i de les unitats de la policia auxiliar ucraïnesa. La participació de col·laboradors ucraïnesos en aquests esdeveniments està documentada i provada, i no deixa de ser una qüestió de discussió pública dolorosa a Ucraïna. Només 29 persones van sobreviure a la matança, entre les quals Dina Pronitxieva qui declararia contra Paul Blobel al consell de guerra del 1946. Posteriorment van ser assassinades en el mateix lloc unes 60.000 persones més, incloent gitanos i comissaris polítics de l'NKVD.
El 1943, quan les tropes soviètiques estaven començant a recuperar Ucraïna, els alemanys van organitzar una unitat especial denominada "Sonderkommando 1005", dirigida també per Blobel, per desenterrar els cadàvers dels jueus i cremar per no deixar rastres. No obstant això el treball va ocultar sols parcialment el crim, que va ser provat després de la guerra.

## Després de la guerra

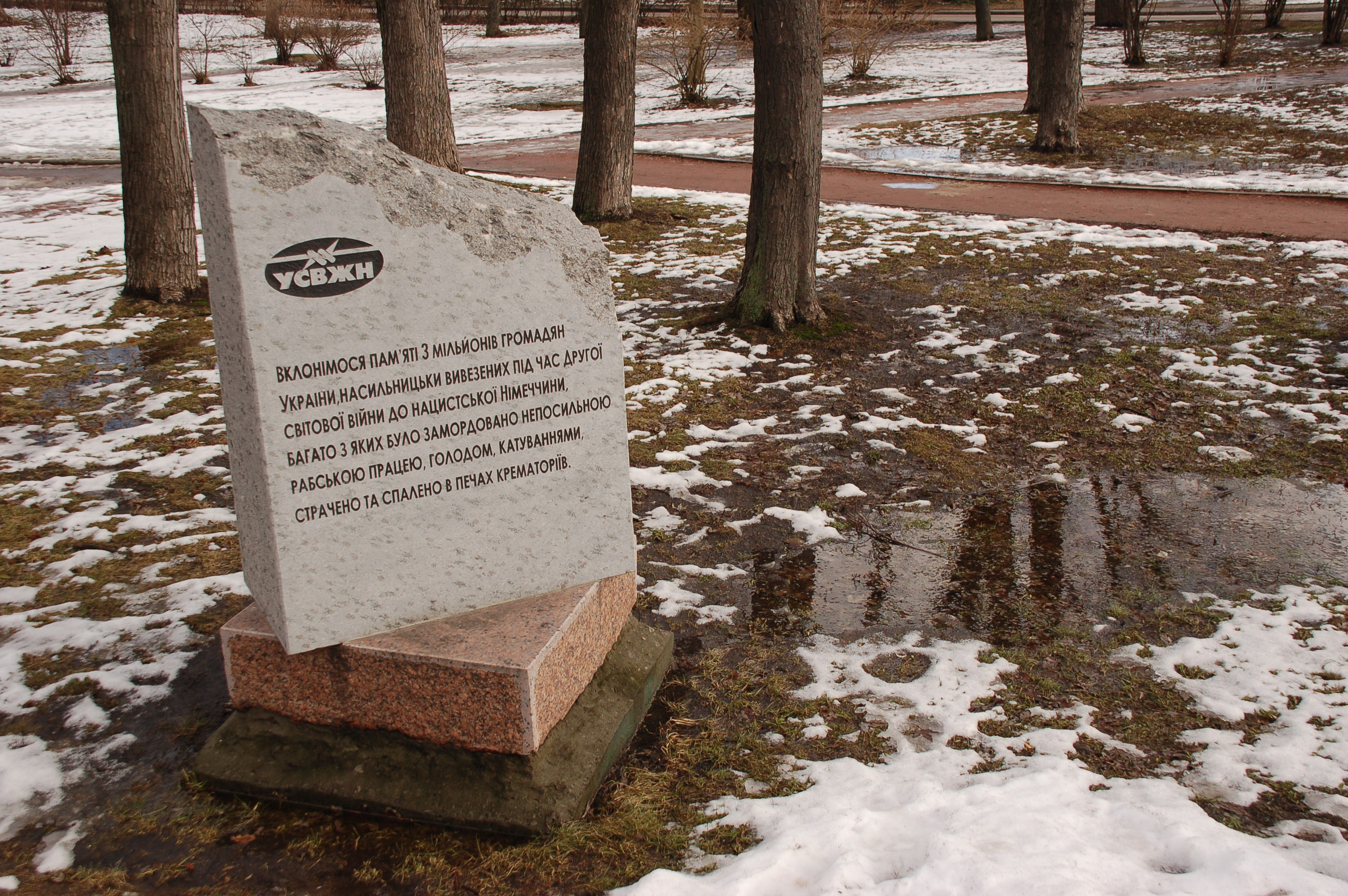
Monument actual erigit en el lloc de la massacre de Babi Yar.

Entre 1946 i 1947 va tenir lloc el judici contra els comandants dels Einsatzgruppen, procés en el qual Paul Blobel va ser jutjat i condemnat a mort. Després de diverses peticions infructuoses de clemència, va ser executat a la forca el 7 de juny de 1951.
La massacre de jueus a Babi Iar va inspirar un poema escrit pel poeta rus Ievgueni Ievtuixenko, que va ser fixat en la música per Dmitri Xostakóvitx en la seva simfonia núm. 13. Babi Iar és també el títol d'una pel·lícula ucraïnesa que retrata la massacre, basada en la novel·la d'Anatoli Kuznetsov.